# Club de Futbol Mollet Unió Esportiva
El Club de Futbol Mollet Unió Esportiva és un club de futbol català de la ciutat de Mollet del Vallès (Vallès Oriental), fundat l'any 1914.

## Història
Hi ha diverses font que indiquen que, a principis del segle xx, s'hi practicava futbol en uns terrenys ubicats al costat de la Fassina, una fàbrica d'anissos del municipi. La popularitat d'aquest fenomen provoca que l'any 1914 es fundi l'Sport Club Mollet (SC Mollet), presidida per Antonio Fuster. El primer partit del club es diputà 21 d'agost de 1914 contra el Gimnástico de Barcelona al camp Sala-Café Castells.
L'any 1919 s'afilià a la Federació Catalana de Futbol, per la qual cosa canvià el seu nom per Club de Futbol Mollet (CF Mollet). Tradicionalment, s'ha cregut erròniament que aquesta data fou l'any de fundació del club. Durant els anys trenta, jugà el Campionat de Catalunya de futbol de segona categoria. Per altra banda, s'inaugurà el camp de Les Pruneres, on el club ha disputat més partits, entre 1933 i 1993.
El club assolí les seves millors temporades entre 1954 i 1958, competint quatre temporades a la tercera divisió estatal. L'any 1993 es fusionà amb la Unió Deportiva Fliselina (UD Fliselina), fundat l'any 1972, i va adoptar el nom de Club de Futbol Mollet Fliselina. Posteriorment, l'any 2000, es torna a fusionar amb l'Atlètic Zona Sud, convertint-se en l'actual Club de Futbol Mollet Unió Esportiva (CF Mollet UE).
Entre d'altres, destaquen com a jugadors els germans Gonzalvo, Juli, Josep i Marià, que posteriorment jugaren al Futbol Club Barcelona.

## Estadis
Entre el 1919 i el 1928 va jugar al camp de La Teneria. Fins al 1933 disputà els seus partits al camp de la Plana Lladó. El camp on més anys ha jugat el club ha estat el de Les Pruneres, entre el 1934 i el 1993. L'actual camp és el Camp Municipal Germans Gonzalvo, que porta el nom dels tres més grans futbolistes sorgits a la vila, Juli, Josep i Marià Gonzalvo. Un altre gran futbolista sorgit del club és Juan Zambudio Velasco.

## Trajectòria esportiva
Fins a la temporada 2017-2018, el club ha militat 4 vegades a Tercera Divisió, 7 a Primera Catalana i 6 a Preferent Territorial.
- 1954-55: Tercera Divisió 5è
- 1955-56: Tercera Divisió 12è
- 1956-57: Tercera Divisió 24è
- 1957-58: Tercera Divisió 22è
- 1958-59 a 1966-67: Primera territorial
- 1966-67 a 1968-69: Segona territorial
- 1968-69 a 1978-79: Primera territorial
- 1979-80 a 1985-86: Segona territorial
- 1986-87 a 1989-90: Primera territorial
- 1990-91 a 1991-92: Segona territorial
- 1992-93 a 1994-95: Primera territorial
- 1995-96 a 1997-08: Segona territorial
- 1998-99 a 2003-04: Primera territorial
- 2004-05 a 2006-07: Territorial preferent
- 2007-08 a 2010-11: Primera territorial
- 2011-12 a 2017-18: Primera catalana
- 2017-18 fins a l'actualitat: Segona catalana